# Karl Meinhold

Karl Meinhold um 1885

Karl Heinrich Joachim Meinhold (* 21. August 1813 in Liepe, Kreis Usedom-Wollin; † 20. Juli 1888 in Cammin, Kreis Cammin) war ein lutherischer Theologe, Dompfarrer und Superintendent in Cammin. Er war ein führender Vertreter des Neuluthertums in der Provinz Pommern.

## Leben und Wirken
Karl Meinhold wurde als Sohn des Pfarrers Georg Wilhelm Meinhold (1767–1828) und dessen zweiter Ehefrau Friederike Matthias (* 1784) geboren. Bei seinem Vater hatte der junge Meinhold – wie auch dessen Bruder Wilhelm Meinhold – ersten Unterricht, bis er 1818 auf das Marienstiftsgymnasium in Stettin ging.
1832 nahm Meinhold das Studium der Theologie an der Universität Greifswald auf und setzte es an der Universität Halle und der Universität Berlin fort. 1834 absolvierte er das Erste Theologische Examen in Stettin. Während seines Studiums wurde er 1831 Mitglied der Alten Greifswalder Burschenschaft / Arminia und 1832 der Alten Burschenschaft Germania Halle.
Im gleichen Jahr wurde er Hauslehrer in Nemerow in Mecklenburg-Strelitz und übernahm 1837 eine gleiche Stelle in Clempen in Vorpommern. Mit dem Zweiten Theologischen Examen in Stettin gab er diese Stelle auf.
Im Jahre 1838 wurde Meinhold als Pastor auf die Pfarrstelle in Kolzow auf der Insel Wollin berufen. Hier begegnete er den auf Separation drängenden Lutheranern, die an Einfluss gewannen und im Widerstand gegen die Union viele Bürger aus der preußischen Landeskirche abwarben. Für Meinhold war das Anlass genug, sich der Bekenntnisfrage von Grund auf neu zu stellen. Er wurde schließlich selber zu einem entschiedenen Kämpfer für die lutherische Lehre, aber innerhalb der unierten Kirche. Der von seinem Studium in Halle herrührende pietistische Ansatz seines Denkens ließ ihn Schrift und Bekenntnis der lutherischen Kirche auch innerhalb der unierten Kirche forcieren. Meinhold trat dem Lutherischen Verein bei und betonte stets seinen Leitsatz: „Keine Konfession ohne Pietismus, kein Pietismus ohne Konfession“.
1852 wurde Meinhold Pfarrer an der Dom- und Kathedralkirche St. Johannis in Cammin und gleichzeitig Superintendent der Synode Cammin. Zusammen mit seinem Amtsbruder Hermann Theodor Wangemann und dem Kantor Rautenburg gab er dort den Gottesdiensten eine reichhaltigere, lutherisch geformte liturgische Ausrichtung. 1856 übernahm er die Leitung des Lutherischen Vereins, und die Camminer Herbstkonferenzen wurden Sammelpunkt der Gesinnungsgenossen, die auch seine lebendige Persönlichkeit schätzten.
Im Jahre 1868 wurde durch das – schon länger seiner Tätigkeit skeptisch gegenüberstehende – Konsistorium der Provinz Pommern in Stettin ein Untersuchungsverfahren gegen Meinhold eingeleitet, das seine Amtsenthebung als Superintendent „wegen fortgesetzter Verletzung der vermöge seines Superintendenturamtes ihm obliegenden Pflichten des Gehorsams und der Ehrerbietung gegen seine kirchlichen Oberen“ zur Folge hatte. Doch wurde die Amtsenthebung ausgesetzt und 1874 durch königliche Entscheidung aufgehoben. Aber noch im gleichen Jahr wurden neue Vorwürfe gegen Meinhold erhoben, so dass die Amtsenthebung durchgesetzt werden konnte. Erst 1880 wurde ihm die Superintendentur erneut übertragen.
Im Lutherjahr 1883, dem 400. Geburtsjahr des Reformators, verlieh die Theologische Fakultät der Universität Greifswald Karl Meinhold die theologische Doktorwürde.
Am 20. Juli 1888 feierte man im Camminer Dom das 50-jährige Amtsjubiläum Meinholds, allerdings ohne den erkrankten und zu Hause weilenden Jubilar. Am gleichen Abend starb er im 75. Lebensjahr.
Karl Meinhold heiratete 1838 in erster Ehe Mathilde Golle aus Stettin († 1850), 1851 in zweiter Ehe Marie Schulz. Aus beiden Ehen hatte er 14 Kinder, von denen ihn zehn Söhne und eine Tochter überlebten.

## Schriften
- Union und lutherische Kirche in den alten östlichen Provinzen des preußischen Staates. 1867. (anonym veröffentlicht)
- Eben Ezer. Anklam 1885. (Evangelienpredigten)